# Boelcke (Schiff)
Die Boelcke war ein Flugsicherungsschiff der deutschen Luftwaffe im Zweiten Weltkrieg, das letzte von vier Schiffen der Klasse K V. Sie war benannt nach Oswald Boelcke (1891–1916), dem bekannten Jagdflieger des Ersten Weltkriegs. Ihre Schwesterschiffe waren die Karl Meyer, die Max Stinsky und die Immelmann. Die Schiffe waren der Hans Rolshoven und der vorangegangenen Krischan-Klasse sehr ähnlich.

## Bau und Technische Daten
Die Boelcke wurde 1942 bei der Norderwerft Köser & Meyer in Hamburg mit der Baunummer 745 gebaut und im Dezember 1942 mit der Kennung K 54 in Dienst gestellt. Das Schiff war 78 m lang und 10,8 m breit, hatte 3,7 m Tiefgang und verdrängte 1157 t (standard) bzw. 1351 t (maximal). Die Maschinenanlage bestand aus vier 12-Zylinder-4-Takt-MAN-Dieselmaschinen mit zusammen 8800 PSi und zwei Schrauben. Die Höchstgeschwindigkeit betrug 21,5 Knoten (leer) bzw. 18,5 Knoten (voll beladen). Das Schiff konnte bis zu 120 Tonnen Dieselöl bunkern und hatte damit einen Aktionsradius von 3350 Seemeilen bei einer Marschgeschwindigkeit von 18 Knoten. Das Schiff war ungepanzert und mit drei 3,7-cm- und zwei 2-cm-Fla-Geschützen bewaffnet. Die Bewaffnung wurde 1943/44 geändert, indem das 3,7-cm-Geschütz auf der Back durch ein 10,5-cm-Geschütz ersetzt wurde. Das Schiff war mit einem MAN-Portal- und Dreh-Kran von 18 m Länge und 18 t Hebekraft und mit einem Stell- und Arbeitsdeck achtern ausgestattet und konnte bis zu drei Wasserflugzeuge der Typen He 60, Do 18, He 114 oder Ar 196 aufnehmen. Die Besatzung bestand aus 66 Mann.

## Schicksal
Die Boelcke diente beim „Seenotdienstführer 1 (Ost)“ in der Ostsee.  Im August 1944 wurde sie, zusammen mit den Flugsicherungsschiffen Greif, Hans Albrecht Wedel und Gunther Plüschow, der Seenotgruppe 81 in Bug auf Rügen unterstellt, zu der auch die Seenotflottille 81 in Swinemünde gehörte. Die Schiffe der Seenotgruppe 81 wurden hauptsächlich bei der Evakuierung von Flüchtlingen und Verwundeten aus Ost- und Westpreußen (Unternehmen Hannibal) eingesetzt. Im Frühjahr 1945 operierten sie im Raum Königsberg, Pillau und Danzig im Versorgungs- und Rettungsdienst.
Am Morgen des 16. April verließen die Boelcke und die Greif als Sicherungsschiffe und Teile eines Evakuierungsgeleitzugs den Hafen von Pillau. Etwa zwei Stunden später, um 7:30 Uhr, wurden sie von sowjetischen Kampfflugzeugen vom Typ Iljuschin Il-2 etwa 4 Seemeilen östlich der Spitze der Halbinsel Hela angegriffen. Zwar konnten sie eines der angreifenden Flugzeuge abschießen, aber die Boelcke erhielt zwei Bombentreffer in den vorderen Maschinenraum, die zum Ausfall der Stromversorgung und zu schweren Bränden führten. Das Schiff blieb schwimmfähig, wurde aber bei einem erneuten Angriff am Morgen des 17. April wieder getroffen und auf Position 54° 34′ 44″ N, 18° 55′ 12″ O versenkt. Es gab 20 Tote.